# Liste der an Chiwetel Ejiofor verliehenen Auszeichnungen
Diese Seite stellt eine Liste von Auszeichnungen und Ehrungen des britischen Film-, Fernseh- und Theaterschauspielers Chiwetel Ejiofor dar.

## Auszeichnungen
- 2000: Nominierung für den Ian Charleson Award (Preis für die besten Leitungen britischer Schauspieler unter 30) für seine Rolle als Romeo in Shakespeares Romeo und Julia
- 2000: Jack Tinker Award bei den Critics’ Circle Theatre Awards als vielversprechender Newcomer.
- 2000: London Evening Standard Theatre Award als bester Newcomer für seine Rolle in Joe Penhalls Blue/Orange
- 2000: Nominierung für den Laurence Olivier Theatre Award als Bester Nebendarsteller.
- 2001: Nominierung für den Laurence Olivier Theatre Award als Bester Nebendarsteller.
- 2002: British Independent Film Award als Bester Schauspieler in Dirty Pretty Things
- 2004: Nominierung für den Europäischen Filmpreis als Bester Schauspieler in Dirty Pretty Things
- 2004: Black Reel Award als Bester Schauspieler in Dirty Pretty Things
- 2004: Evening Standard British Film Awards als Bester Schauspieler in Dirty Pretty Things
- 2004: San Diego Film Critics Society Award als Bester Schauspieler in Dirty Pretty Things
- 2004: Nominierung für den British Independent Film Award als Bester Newcomer in Dirty Pretty Things
- 2004: Nominierung für den Chicago Film Critics Association als vielversprechendster Schauspieler in Dirty Pretty Things
- 2004: Nominierung für den London Film Critics’ Circle als Bester britischer Schauspieler des Jahres in Dirty Pretty Things
- 2004: Nominierung für den Online Film Critics Society Award als Bester neuer Schauspieler in Dirty Pretty Things
- 2004: Nominierung für den Washington D.C. Area Film Critics Association Award als Bester Schauspieler in Dirty Pretty Things
- 2004: Phoenix Film Critics Society Award für das beste Ensemble in Love Actually
- 2005: Nominierung für den British Independent Film Award beste Leistung eines Schauspielers in einem britischen Independentfilm in Kinky Boots
- 2005: Nominierung für den Golden Globe Award bester Darsteller Musical oder Comedy in Kinky Boots
- 2005: Nominierung für den British Independent Film Award als Bester Schauspieler in Kinky Boots
- 2005: Nominierung für den Black Reel Award als Bester Nebendarsteller in Kinky Boots
- 2006: Nominierung für den Black Movie Award als Bester Schauspieler in Kinky Boots
- 2007: Nominierung für den Golden Globe Award als Bester Schauspieler in Kinky Boots und in Tsunami – Die Killerwelle.
- 2007: Nominierung für den Black Reel Award als Bester Nebendarsteller in Children of Men
- 2007: Nominierung für den NAACP Image Award als Bester Nebendarsteller in Tsunami – Die Killerwelle.
- 2007: Independent Spirit Award als Bester Nebendarsteller in Talk to Me
- 2007: African-American Film Critics Association als Bester Nebendarsteller in Talk to Me
- 2007: Nominierung für den NAACP Image Award als Bester Nebendarsteller in Talk to Me
- 2008: Nominierung für den Screen Actors Guild Award als bestes Ensemble American Gangster
- 2008: Laurence Olivier Theatre Award als Bester Schauspieler in Shakespeares Othello am Donmar Warehouse, London.
- 2008: Ernennung zum Officer of the British Empire
- 2009: Nominierung für den Black Reel Award als Bester Darsteller in Redbelt
- 2010: Nominierung für den Golden Globe Award – als Bester Darsteller in einer Miniserie oder einem Fernsehfilm Endgame
- 2010: Nominierung für den Black Reel Award als Bester Nebendarsteller im Spielfilm 2012
- 2010: Nominierung für den NAACP Image Award als Bester Nebendarsteller im Spielfilm 2012
- 2014: Nominierung für den Golden Globe Award als Bester Hauptdarsteller – Drama in 12 Years a Slave und als Bester Hauptdarsteller – Mini-Serie oder Fernsehfilm in Dancing on the Edge
- 2014: British Academy Film Award als Bester Hauptdarsteller in 12 Years a Slave
- 2014: Nominierung für den Oscar als Bester Hauptdarsteller – Drama in 12 Years a Slave
- 2014: AACTA International Award als Bester Darsteller 12 Years a Slave
- 2014: Alliance of Women Film Journalists für den unvergesslichen Moment 12 Years a Slave
- 2014: Austin Film Critics Association Award als Bester Darsteller 12 Years a Slave
- 2014: Black Film Critics Circle Award als Bester Darsteller 12 Years a Slave
- 2014: Black Film Critics Circle Award bestes Ensemble 12 Years a Slave
- 2014: Black Reel Award als Bester Darsteller 12 Years a Slave
- 2014: Black Reel Award bestes Ensemble 12 Years a Slave
- 2014: Boston Online Film Critics Association Bester Darsteller 12 Years a Slave
- 2014: Boston Online Film Critics Association bestes Ensemble 12 Years a Slave
- 2014: Boston Society of Film Critics Award als Bester Darsteller 12 Years a Slave
- 2014: Cinema of the United States als Bester Darsteller 12 Years a Slave
- 2014: Chicago Film Critics Association Award als Bester Darsteller 12 Years a Slave
- 2014: Zweiter Platz bei der Wahl des Dallas–Fort Worth Film Critics Association Award als Bester Darsteller 12 Years a Slave
- 2014: Georgia Film Critics Association Award als Bester Darsteller 12 Years a Slave
- 2014: Florida Film Critics Circle Award als Bester Darsteller 12 Years a Slave
- 2014: Houston Film Critics Society Award als Bester Darsteller 12 Years a Slave
- 2014: IGN Award als Bester Darsteller 12 Years a Slave
- 2014: Indiana Film Journalists Association Award als Bester Darsteller 12 Years a Slave
- 2014: London Film Critics’ Circle als Bester Darsteller 12 Years a Slave
- 2014: Zweiter Platz bei der Wahl des Los Angeles Film Critics Association Award als Bester Darsteller 12 Years a Slave
- 2014: Iowa Film Critics Award als Bester Darsteller 12 Years a Slave
- 2014: Kansas City Film Critics Circle Award als Bester Darsteller 12 Years a Slave
- 2014: Zweiter Platz bei der Wahl des National Society of Film Critics Award als Bester Darsteller 12 Years a Slave
- 2014: Zweiter Platz bei der Wahl des New York Film Critics Circle Award als Bester Darsteller 12 Years a Slave
- 2014: New York Film Critics Online Award als Bester Darsteller 12 Years a Slave
- 2014: North Carolina Film Critics Association Award als Bester Darsteller 12 Years a Slave
- 2014: North Texas Film Critics Association als Bester Darsteller 12 Years a Slave
- 2014: Oklahoma Film Critics Circle Award als Bester Darsteller 12 Years a Slave
- 2014: Online Film Critics Society Award als Bester Darsteller 12 Years a Slave
- 2014: San Francisco Film Critics Circle Award als Bester Darsteller 12 Years a Slave
- 2014: Southeastern Film Critics Association Award als Bester Darsteller 12 Years a Slave
- 2014: St. Louis Gateway Film Critics Association Award als Bester Darsteller 12 Years a Slave
- 2014: Zweiter Platz bei der Wahl des Toronto Film Critics Association Award als Bester Darsteller 12 Years a Slave
- 2014: Utah Film Critics Association Award als Bester Darsteller 12 Years a Slave
- 2014: Village Voice Film Poll Award als Bester Darsteller 12 Years a Slave
- 2014: Washington D.C. Area Film Critics Association Award als Bester Darsteller 12 Years a Slave
- 2014: Washington D.C. Area Film Critics Association Award bestes Ensemble 12 Years a Slave
- 2014: Women Film Critics Circle Award als Bester Darsteller 12 Years a Slave
- 2014: Women Film Critics Circle Award for Best Male Images in a Movie 12 Years a Slave
- 2014: Nominierung – Empire Award als Bester Darsteller als Bester Darsteller 12 Years a Slave
- 2014: Nominierung – MTV Movie Award als Bester Darsteller 12 Years a Slave
- 2014: Nominierung – Alliance of Women Film Journalists Bester Darsteller 12 Years a Slave
- 2014: Nominierung – Alliance of Women Film Journalists bestes Ensemble 12 Years a Slave
- 2014: Nominierung – Awards Circuit Community Award als Bester Darsteller 12 Years a Slave
- 2014: Nominierung – Broadcast Film Critics Association Award als Bester Darsteller 12 Years a Slave
- 2014: Nominierung – Broadcast Film Critics Association Award bestes Ensemble 12 Years a Slave
- 2014: Nominierung – Cinema of the United States bestes Ensemble 12 Years a Slave
- 2014: Nominierung – Denver Film Critics Society bester Darsteller12 Years a Slave
- 2014: Nominierung – Detroit Film Critics Society bester Darsteller 12 Years a Slave
- 2014: Nominierung – Detroit Film Critics Society bestes Ensemble12 Years a Slave
- 2014: Nominierung – Dorian Awards bester Darsteller 12 Years a Slave
- 2014: Nominierung – Georgia Film Critics Association Award bestes Ensemble 12 Years a Slave
- 2014: Nominierung – Gotham Independent Film Award als bester Darsteller12 Years a Slave
- 2014: Nominierung – Guardian Film Award als bester Darsteller 12 Years a Slave
- 2014: Nominierung – Independent Spirit Award als bester Darsteller 12 Years a Slave
- 2014: Nominierung – International Cinephile Society Award als bester Darsteller 12 Years a Slave
- 2014: Nominierung – International Cinephile Society Award bestes Ensemble 12 Years a Slave
- 2014: Nominierung – London Critics’ Circle Film Award britischer Darsteller des Jahres 12 Years a Slave
- 2014: Nominierung – NAACP Image Award 12 Years a Slave
- 2014: Nominierung – Phoenix Film Critics Society Award als Bester Darsteller 12 Years a Slave
- 2014: Nominierung – Phoenix Film Critics Society Award bestes Ensemble 12 Years a Slave
- 2014: Nominierung – San Diego Film Critics Society Award als Bester Darsteller 12 Years a Slave
- 2014: Nominierung – San Diego Film Critics Society Award bestes Ensemble 12 Years a Slave
- 2014: Nominierung – Satellite Award als Bester Darsteller – Spielfilm 12 Years a Slave
- 2014: Nominierung – Screen Actors Guild Award als Bester Darsteller 12 Years a Slave
- 2014: Nominierung – Screen Actors Guild Award als bestes Ensemble 12 Years a Slave
- 2014: Nominierung – Vancouver Film Critics Circle Award als Bester Darsteller 12 Years a Slave